# آیفون ایکس‌آر
آیفون اِکس‌آر (که آن را آیفون ۱۰آر نیز می‌خوانند)، تلفن هوشمند ساخت شرکت اپل است که توسط تیم کوک مدیر عامل شرکت اپل در سالن استیو جابز واقع در اپل پارک به تاریخ ۱۲ سپتامبر ۲۰۱۸ معرفی شد. این آیفون، کم‌قیمت‌تر از آیفون اکس‌اس که بسیار گران قمیت‌گذاری شده، است. پیش‌فروش آیفون اکس‌آر به تاریخ ۱۹ اکتبر ۲۰۱۸ و ۲۶ اکتبر همان سال نیز عرضه به بازار است.
آیفون اکس‌آر داری یک ال‌سی‌دی ۶.۱ اینچی و با ۷۴۹ دلار آمریکا قیمت پایه، کم‌قیمت‌ترین آیفون قابل خرید از سوی اپل است. این گوشی دارای همان پردازنده آیفون اکس‌اس است که اپل ادعا دارد "هوشمندترین و توان‌مندترین" پردازنده‌‌ای است که تاکنون در یک تلفن هوشمند جای داده شده‌است.
این گوشی در ۶ رنگ‌بندی سپید، سیاه، آبی، زرد، مرجانی (صورتی مایل به نارنجی) و سرخ به بازار ارائه شد و تا واپسین ماه‌های ۲۰۲۱ تولید می‌شد. 
آیفون اکس‌آر از دو سیم‌کارت که یکی فیزیکی و دیگری الکترونیکی است، پشتیبانی می‌کند.

## بازخوردها

### نمایشگر
بسیاری از رسانه‌های برخط نوشتند که در استفاده عادی، کاربران نباید قادر به تشخیص پیکسل‌های نمایشگر باشند و تراکم پیکسلی، کم نیست. همچنین نمایش رنگ‌های طبیعی و فناوری‌های بهبود رنگ و طیف نوری لحظه‌ای هوشمند اپل هنگام استفاده کاربر، باعث ستایش رسانه‌ها و بازخورد مثبت برای این گوشی شد.

### آداپتور شارژ و هندزفری
اپل، به عنوان بخشی از یک ابتکار زیست‌محیطی، ایرپاد و آداپتور شارژ را از اکتبر ۲۰۲۰، از همگی جعبه‌های آیفون، از جمله iPhone XR های تولید جدیدتر از این ماه، حذف کرد. این کار با نقدهایی روبرو شد.